# Zwad

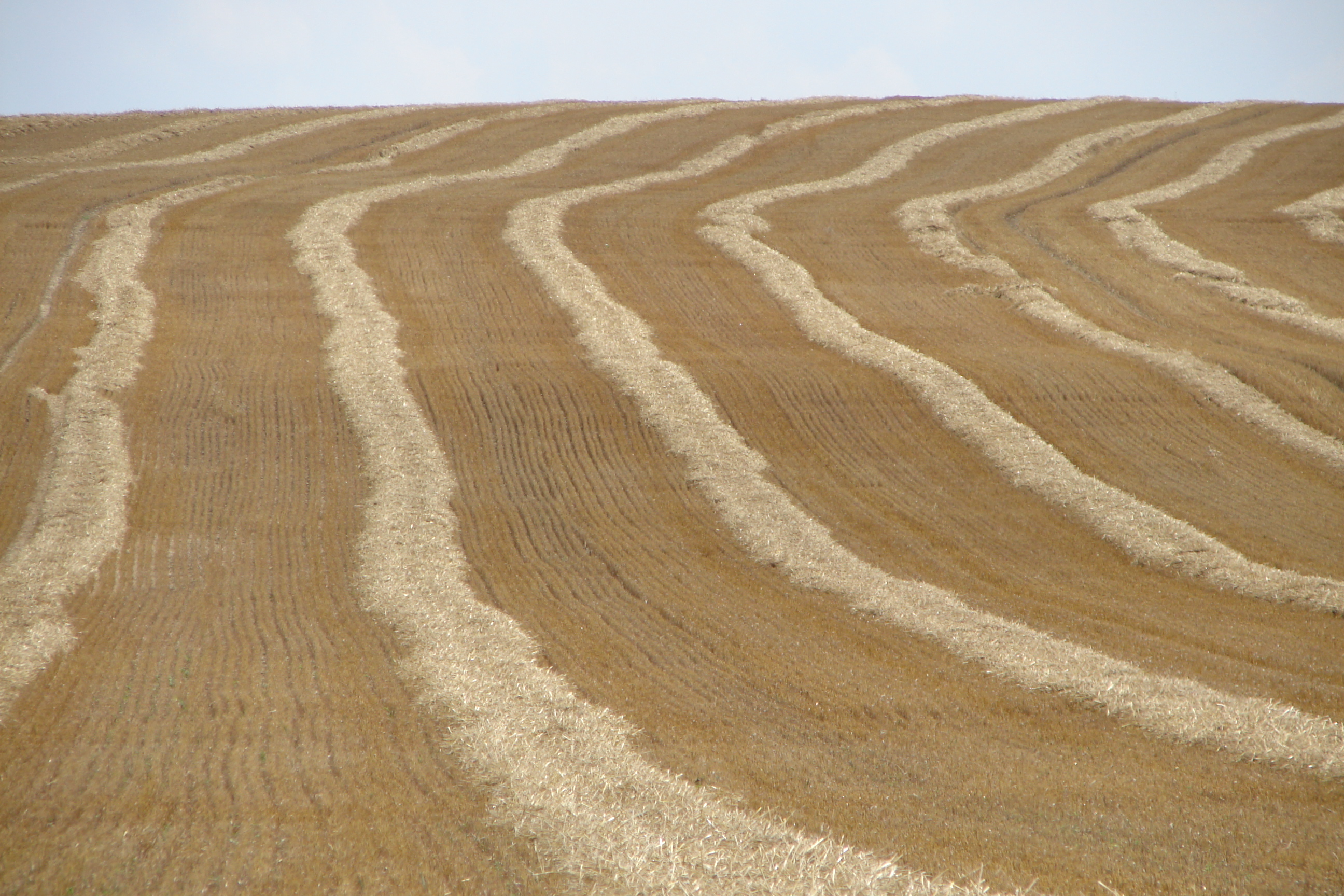
Een zwad stro op de stoppels

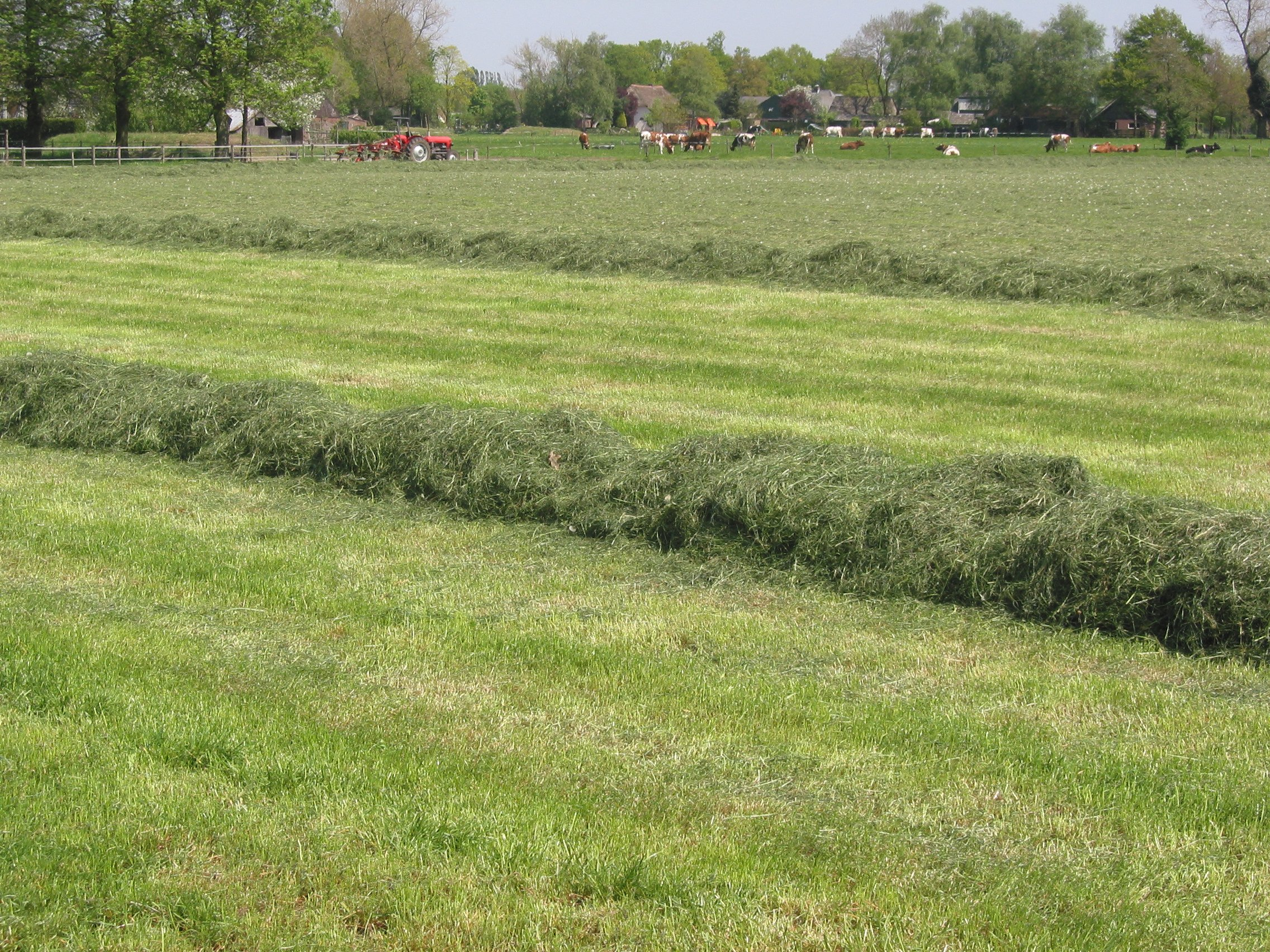
Voorgedroogd gras op een zwad voor het oprapen als kuilvoer

Een zwad of wiers, ook wel leg, rug, baan, zwil, zweeltje, waal of wiers genoemd, is een rij van gewassen die door oogstmachines is neergelegd om bij een volgende bewerking het gewas machinaal op te rapen. Voor een oogstgang ligt het gewas in zwad efficiënt . Ook door een rotorhark kan het gewas op een zwad worden gelegd.

## Geschiedenis
Oorspronkelijk is een zwade, of zwad, de hoeveelheid gewas die met één slag van de zeis wordt neergelegd.